# Keltske nacije
██ Irska
██ Škotska
██ Otok Man
██ Wales
██ Cornwall
██ Bretanja
U keltske nacije ubrajaju se narodi s područja sjeverozapadne Europe koji su, unatoč anglosaksonskoj i francuskoj invaziji i asimilaciji uspjeli donekle očuvati svoju varijantu keltskog jezika i druge kulturne stečevine kao što su umjetnost i književnost, autohtona glazba i ples, u čemu prednjače Irci. Šest područja koje uključuju keltske nacije su Bretanja (Breizh), Cornwall (Kernow), Irska (Éire), Otok Man (Mannin), Škotska (Alba) i Wales (Cymru). Svako od ovih područja ima vlastitu još uvijek govornu ili pak nedavno izumrlu varijantu keltskog jezika. Dodatno se ponekad neka područja u sjeverozapadnoj Španjolskoj, poglavito Galicija, Kantabrija i Asturija, također nazivaju keltskima, zahvaljujući posebnosti kulture ovih krajeva. Ipak, za razliku od područja šest keltskih nacija, tu se uopće nije zadržao keltski jezik. Prije ekspanzije Rimljana i germanskih plemena značajan dio Europe naseljavali su Kelti.
- Tablica prikazuje stanovništvo svake od modernih keltskih nacija i broj ljudi koji govore nekim od keltskih jezika. Ukupno stanovništvo s područja koja obuhvaća šest keltskih nacija iznosi 18,584.000, od čega otprilike 2,882,100 zna neki od keltskih jezika.

| Nacija | Keltsko ime         | Jezik                      | Narod                             | Stanovništvo | Govornici keltskog jezika                                                                          | Udio u ukupnom stanovništvu                  |
| ------ | ------------------- | -------------------------- | --------------------------------- | ------------ | -------------------------------------------------------------------------------------------------- | -------------------------------------------- |
| Irska  | Éire                | Irski (Gaeilge)            | Irci (Éireannach, Gaelach)        | 6,260.000    | Republika Irska: 1,774.437 Sjeverna Irska: 167.000                                                 | Republika Irska: 41,4% Sjeverna Irska: 10,4% |
|        | Cymru               | Velški (Cymraeg)           | Velšani (Cymry)                   | 3,000.000    | 750.000+ ukupno: — Wales: 611.000 — Engleska: 150.000 — Argentina: 5000 — SAD: 2500 — Kanada: 2200 | 21,7%                                        |
|        | Breizh              | Bretonski (Brezhoneg)      | Bretonci (Breizhiz)               | 4,300.000    | 206.000                                                                                            | 5%                                           |
|        | Alba                | Škotski gaelski (Gàidhlig) | Škoti (Albannaich)                | 5,000.000    | 92.400                                                                                             | 1,2%                                         |
|        | Kernow              | Kornijski (Kernowek)       | Kornijci (Kornovolci) (Kernowyon) | 500.000      | 2000                                                                                               | 0,1%                                         |
|        | Mannin Ellan Vannin | Manski (Gaelg)             | Manci (Manninee)                  | 84.000       | 1700                                                                                               | 2,2%                                         |